# Afroablepharus wilsoni
Espèce
Synonymes
- Afroblepharus wilsoni Werner, 1919

Statut de conservation UICN

 DD  : Données insuffisantes
Afroablepharus wilsoni est une espèce de sauriens de la famille des Scincidae.

## Répartition
Cette espèce est endémique des monts Nouba au Soudan,.

## Étymologie
Cette espèce est nommée en l'honneur d'Arnold Talbot Wilson (1884-1940).

## Publication originale
- Werner, 1919 : Wissenschaftliche Ergebnisse der mit Unterstützung der Kaiserlichen Akademie der Wissenschaften in Wien aus der Erbschaft Treitl von F. Werner unternommenen zoologischen Expedition nach dem Anglo-Aegyptischen Sudan (Kordofan) 1914. IV. Bearbeitung der Fische, Amphibien und Reptilien. Denkschriften der Kaiserlichen Akademie der Wissenschaften zu Wien, Mathematisch-Naturwissenschaftliche Classe, vol. 96, p. 437-509 (texte intégral).